# Spielleiter (Spiel)
Unter einem Spielleiter (bzw. einer Spielleiterin) versteht man im Bereich des Spielens eine Person mit unterschiedlich definierten Führungsaufgaben. Diese unterscheiden sich nach der Art des Spiels, nach der Zielsetzung des Spielens oder der methodischen Vorgehensweise. Entsprechend gibt es in verschiedenen Bereichen des Spiels verschiedene Arten von Spielleitern mit unterschiedlichen Aufgaben und Kompetenzvoraussetzungen.

## Spielleiterrollen
Die Rolle des Spielleiters hängt im Einzelnen von seinem speziellen Auftrag, seiner persönlichen Auffassung vom Wesen des Spiels und von den Erwartungen der Spielenden ab.
Spielleiter finden sich demnach etwa in folgenden Rollen und Funktionen:
- Als Organisatoren von Spielfesten sorgen sie für die erforderlichen Spielgelegenheiten und Spielmaterialien sowie die störungsfreie Gestaltung des Spielgeschehens.
- Als Animateure setzen sie Spielimpulse und initiieren attraktive Spielideen.
- Als Schiedsrichter bei Sportspielen, als Croupiers in Spielsalons oder als Rollenspielleiter bei Pen-&-Paper-Rollenspielen haben sie den Auftrag, kodifizierte Spielregeln unparteiisch zu überwachen.
- Als Spielbetreuer helfen sie den Spielenden beim freien Spielen, auftretende Spielprobleme einvernehmlich miteinander zu lösen.
- Als Spielmoderatoren dienen sie der Präsentation von Spielen und der entsprechenden Zuschauerunterhaltung in den Medien.
- Als Spieltherapeuten nutzen sie das Spielen als heilpädagogische Maßnahme.
- Als Lehrer und/oder Erzieher setzen sie das Spielen methodisch als motivierende Lernhilfe in Unterrichtsprozessen ein.
- Als Spielpädagogen lassen sie Sinn und Vielfalt des Spielens als menschliche Bereicherung entdecken.

Die Spielleiterrolle variiert und modifiziert sich in jeder dieser Aufgabenbereiche.

### Spielorganisator
Große öffentliche Spielfeste, aber auch schon private Spielnachmittage wie ein Kindergeburtstag oder eine Party bedürfen eines Spielleiters, der Vorstellungen von der Gestaltung des Spielevents, von den gewünschten Räumlichkeiten und Spielarrangements entwickelt, der diese bereitstellt und der die Abläufe des Spielfests begleitet und auswertet. Der Spielleiter als Spielorganisator erfüllt die Funktionen eines Initiators, Gestalters, Kommentators, der die Hauptverantwortung für das Zustandekommen und Gelingen des Spielens übernimmt. Er hat, zumindest zu Spielbeginn, auch die Rolle des Animateurs.

### Animateur
In der Tourismusbranche, in Ferienclubs, in den Hotelkomplexen der Urlaubszentren, in Kurbetrieben oder auf Kreuzfahrtschiffen hat sich die Tätigkeit bzw. der Beruf des „Animateurs“ bzw. der „Animateurin“ herausgebildet. Animateure haben die Aufgabe, die Gäste mit attraktiven Spielangeboten zu unterhalten, miteinander in Kontakt bringen und entsprechende Aktivitäten, Wettkämpfe, Unterhaltungsprogramme zu organisieren. Sie sollen für eine positive Stimmung, für Abwechslung und Geselligkeit sorgen. Die Funktion des Animateurs wird häufig als Ferienjob von Studierenden betrieben, aber auch berufsmäßig ausgeübt. Reiseveranstalter bereiten ihr Personal in speziellen Kursen darauf vor, auch im Mehrfacheinsatz (in Nebentätigkeit) eingesetzt werden zu können. Dabei findet häufig eine Spezialisierung auf bestimmte Zielgruppen (Kinder, Senioren, Behinderte, Einzelgäste etc.) statt. Animateure müssen selbst viel Spielfreude, pädagogisches Geschick, Einfallsreichtum, Flexibilität, soziales Interesse, freundliche Umgangsformen und Engagement mitbringen, um erfolgreich sein zu können.

### Schiedsrichter
Als Schiedsrichter tritt der Spielleiter vor allem bei den großen Sportspielen hervor. Er hat die Funktion eines Unparteiischen zwischen den Spielparteien. Als solcher überwacht er die Spielabläufe einschließlich der Zeitkontrolle, des Einhaltens der Regeln und des Prinzips des Fair Play. Zur Sicherstellung korrekter Spielabläufe kann er Disziplinarmaßnahmen verhängen, etwa verwarnen oder einen Feldverweis erteilen, das Spiel aussetzen oder sogar abbrechen. Im Fußball- oder Handballsport sind seine Entscheidungen als Tatsachenentscheidungen nicht anfechtbar. Damit kommen ihm in gewisser Weise autoritäre Befugnisse zu, die nicht immer von Zuschauern und Spielern akzeptiert werden, zumal sie auch Wahrnehmungsfehlern und Fehleinschätzungen unterworfen sein können. Linienrichter haben die Rolle von Schiedsrichter-Assistenten. Die autoritären Befugnisse begründen sich aus dem Regelwerk, aus der Notwendigkeit reibungsloser Spielabläufe, der strengen Einhaltung der Spielregeln, der Vermeidung von Unfällen, der Entscheidungsfindung in strittigen Fällen.
Um als Schiedsrichter eingesetzt werden zu können, bedarf es einer Qualifikation in Form einer sicheren Regelbeherrschung, schneller Entschlusskraft, eines selbstbewussten Durchsetzungsvermögens. Die Regularien der Verbände schreiben dazu eine spezielle Ausbildung, regelmäßige Fortbildung und eine durch Prüfungen erworbene widerrufbare Lizenz vor.

### Moderator
Spielmoderatoren treten heute vor allem in der medialen Spiellandschaft auf. Sie haben die Aufgabe der Unterhaltung (Wetten, dass..? Wer wird Millionär? etc.). Die großen Spielsendungen der Fernsehsender erreichen ein Millionenpublikum und sind ohne einen das Geschehen steuernden, sämtliche Aktivitäten bestimmenden Spielleiter nicht denkbar. Ohne den Spielleiter würde kein Spielen stattfinden, weder von den Akteuren noch für die Zuschauer. Es ist die Aufgabe des Moderators, die vorbereiteten Spielaufführungen anzukündigen, zu verknüpfen, zu erläutern, zu diskutieren, zu beloben.

### Croupier
Im Spielcasino geht es um Geldgewinn im Rahmen eines kommerziell orientierten Gewerbebetriebs. Zum ordnungsgemäßen Ablauf bedarf es dabei eines speziell ausgebildeten lizenzierten Spielleiters, der seine Funktion in aller Regel berufsmäßig ausübt. Der als Croupier bezeichnete Spielleiter ist verantwortlich für die spieltechnische Durchführung und den regelgerechten Ablauf des Spiels etwa am Roulettetisch oder bei Kartenspielen wie dem Pokern.

### Therapeut
Spieltherapeuten haben in der Regel eine therapeutische und eine spielpädagogische Ausbildung, die auf den Krankheitsbefund ihrer Klientel zugeschnitten ist. Es können körperliche, aber auch geistige oder sozialpsychologische Problemlagen sein, denen sie sich beruflich widmen. Therapeutisch tätige Spielleiter finden sich sowohl in der Kinderbetreuung als auch im Einsatz bei straffällig gewordenen Jugendlichen. Ihre Arbeit findet meist in Einzelarbeit oder in Kleingruppen statt, in denen Patienten mit ähnlichen Krankheitssymptomen betreut werden.

### Pädagoge
Der Philanthrop J.C.F. Guts Muths weist dem Spielleiter unter pädagogischen Gesichtspunkten bei der Gestaltung des Spielgeschehens eine maßgebliche Rolle zu. Er hat dabei vor allem die soziale Bindung und die Lernwirkung des Spielens (= Lernspiele) im Blick. So betont er im Vorwort seiner Spielesammlung: Spiele sind Blumenbänder, durch welche man die Jugend an sich fesselt; daher übergebe ich sie lieber ihren Erziehern als ihnen selbst
Auch der Schweizer Pädagoge Johann Heinrich Pestalozzi zeigt am Beispiel der Gertrud die überragende Bedeutung der Spielleiterin für die Kindererziehung über das Spiel.
Bei Friedrich Fröbel und Maria Montessori erhält das von den Spielleitern ausgewählte Spielmaterial als Anregung der Kreativität und Auslöser der Selbstentdeckung des Kindes eine vorrangige Rolle.
Die Spielpädagogen Siegbert Warwitz und Anita Rudolf unterscheiden drei verschiedene Charakter- und Verhaltenstypen von pädagogisch orientierten Spielleitern. Ein Fragebogen und Interpretationshilfen bieten dem Spielleiter die Möglichkeit einer Selbstanalyse seines Persönlichkeitsprofils. Diese lässt ihn erkennen, ob er eher der Idee des freien Spiels, dem Lehr- und Lerngedanken oder einem kreativen Förderinteresse bei seinen Spielleiterambitionen zuneigt.

## Rollenspiel

### Pen-&-Paper-Rollenspiele
Der Spielleiter (kurz SL) in einem Rollenspiel steuert Ereignisse und Nicht-Spieler-Charaktere (NSC). Er stellt die Spieler vor Situationen, Ereignisse und Probleme. Er reagiert auf die Aktionen der Spieler und führt die Spieler so durch die Geschichte und die Welt des Spiels. Oft hat der Spielleiter die Geschichte, die gespielt wird, selbst entwickelt. Er kann aber auch auf vorgefertigte Rollenspielabenteuer zurückgreifen. Von einem Rollenspielleiter wird erwartet, dass er das Spiel und die Regeln kennt, um ein Nachschlagen während des Spiels weitestgehend zu vermeiden. Ein guter Spielleiter bei Rollenspielen sollte allerdings mehr können als die Regeln beherrschen. Nützlich sind zusätzlich Fingerspitzengefühl und psychologisches Einfühlungsvermögen bei Konflikten über Regeln hinaus, aber auch ein gutes Improvisationstalent bei überraschenden Spieleraktionen.
Andere Bezeichnungen für den Spielleiter sind Meister, Dungeon Master (DM, abgeleitet vom Namen des Rollenspiel-Systems Dungeons and Dragons), Erzähler, Storyteller oder Game Master (GM).

### LARP
Im Live Action Role Playing (LARP) gibt es meist nicht nur einen einzelnen Spielleiter, sondern häufig eine ganze Gruppe, die diese Aufgabe übernimmt. Daher spricht man hier von Spielleitung oder Orga. Oben genannte Aufgaben Organisation, Animation, Schiedsrichten und Betreuung treten hier in besonderem Maße zu Tage. Nicht nur die Spielercharaktere, also Spieler, die ein Abenteuer erleben möchten, müssen betreut werden, sondern auch alle Nichtspielercharaktere. Diese können hier selten alle durch die Spielleitung gestellt werden. Hinzu kommen Fragen bezüglich des Ortes, des Ablaufs und weitere soziale Kompetenzen, die nützlich sind.

### Computer-Rollenspiele
Bei einigen Computer-Rollenspielen wurde versucht, das Prinzip des Spielleiters zu übernehmen, insbesondere für Multiplayer-Partien. Beispiele sind Vampire: The Masquerade – Redemption und Neverwinter Nights. Analog zum Pen-&-Paper-Rollenspiel kann der Spielleiter vorgefertigte Abenteuer verwenden und in diesen dann in das Verhalten von Umgebung und NSC eingreifen, Erfahrung und Schätze verteilen etc.

### Online-Rollenspiele
Online werden sowohl in Foren als auch in Chatrooms ebenfalls Rollenspiele veranstaltet. Hier hat der Spielleiter das Spiel meist selbst entwickelt und achtet bei den Mitspielern auf adäquates Verhalten. Sanktionen bei ständiger Verletzung von Netiquetteregeln sehen auch Ausschluss aus dem Spiel oder gar dem Forum vor.
Gelegentlich sind Spielleiter bei MMORPGs vertreten. Hier übernehmen sie jedoch nie oder nur äußerst selten die Rolle des „Erzählers“, sondern moderieren oder administrieren (daher auch die häufige Bezeichnung „Mod“). Sie sorgen dafür, dass die (meist zahlenden) Spieler ohne Probleme spielen können. Moderatoren sollen in aller Regel Spielern, die z. B. durch ein technisches Problem an einer Stelle festhängen, helfen, sofern die Engine die Möglichkeiten dafür zur Verfügung stellt. Außerdem sorgen sie dafür, dass Spieler, die andere beleidigen oder die Regeln verletzen, ermahnt oder gegebenenfalls gesperrt werden. Bei manchen Spielen sollen Mods auch neuen Spielern beim Spiel-Einstieg helfen. Sie beheben in aller Regel keine Fehler in der Spielewelt (sogenannte Bugs), sondern leiten diese an den technischen Support weiter. Wenn im Rahmen der technischen Möglichkeiten machbar, können Moderatoren allerdings dabei helfen, Fehler zeitweise zu umgehen, indem zum Beispiel fehlende Gegner für die Lösung einer Quest durch diese in die Welt gesetzt werden.
Moderatoren werden auch professionell durch den Spielanbieter beschäftigt, wie beispielsweise im MMORPG World of Warcraft. Hier werden sie ebenfalls mit der englischen Bezeichnung Game Master betitelt.